# Å (Moskenes)
67°52′45.678″N 12°58′52.338″Ø / 67.87935500°N 12.98120500°Ø
 For alternative betydninger, se Å (flertydig). (Se også artikler, som begynder med Å)
Å er et fiskevær med ca. 120 indbyggere i Moskenes kommune i øgruppen Lofoten i Nordland fylke i Norge. Stedet ligger på sydøstsiden af Moskenesøya, og er endepunktet for Europavej 10. Indtil 1990'erne var fiskeri med blandt andet tørfiskproduktion og trandamperi stedets vigtigste erhverv, men siden da har turismen overtaget som den vigtigste økonomiske aktivitet.

## Stednavnet
Oprindeligt var Aa en gård, nævnt første gang i 1567. Navnet Å er norrønt á (= å, elv) og er oprindelig navnet på elven Å som løber gennem stedet. Byen kaldes også "Å i Lofoten" for ikke at forveksles med andre steder, der hedder Å.

## Beskrivelse
I dag lever byens indbyggere hovedsagelig af turisme om sommeren. Fiskerlejet har bevaret det gamle bygningsmiljø fra midten og slutningen af 1800-tallet, blandt andet et trandamperi fra 1850, et bageri fra 1844, flere rorbuer og det gamle handelsmiljø. Flere af husene er fredet. De to museer Lofoten Tørfiskmuseum og Norsk Fiskeværsmuseum består af 23 bygninger, der står på deres oprindelige pladser.
De gamle rorbuer bruges i nutiden hovedsagelig som feriehytter, men der findes stadig aktive fiskere, som benytter fiskehytterne til deres oprindelige formål. Det, som gør stedet Å specielt attraktivt, er de mange og forskellige fritids- og kulturaktiviteter og rekreation. Stedet er udgangspunkt for mange vandreture.
Vest for Å ligger den 2 km lange dal Stokkvikadalen med campingplads og udsigt til Moskenesstraumen og øen Værøy. Stedet huser også en del af fiskerimuseet. I dalen ligger søen Stokkvikvatnet (46 moh.).
I 1963 åbnede Lofotvejen for færdsel helt frem til Å, og blev officielt åbnet af kong Olav 5. Fra august 1992 blev E10 omdøbt til Kong Olavs vej fra rigsgrænsen ved Bjørnfjell og frem til Å.
I 2004 bestemte den britiske komiker Paul Parry sig for at cykle fra punkt A til B, dvs, fra Å i Lofoten til Bee i Nebraska.

## Beskydningen af Å i 1963
I 1952 købte Norges forsvarsministerium Stokkvika og Stokkvikdalen for at bruge området som skydebane. Søndag den 8. september 1963 afholdt Sjøforsvaret skydeøvelse, hvor to fregatter, KNM "Bergen" og KNM "Stavanger", skød granater mod Stokkvikdalen. En fejl ved højdeindstillingen på en af KNM "Bergen"s kanoner forårsagede, at 10-15 affyrede granater gik for højt, gik over bjerget og landede på Å på øens modsatte side. Granaterne slog ned i bebyggelsen på Å, i Ågdalen, Trolldalsvatnet og muligvis også i havet udenfor; men ingen kom til skade, da den skrækslagne lokalbefolkning havde søgt dækning. 23. september finkæmmede 80 kystartillerister og en ammunitionsekspert vandet udenfor efter blindgængere, og Sjøforsvaret skrinlagde helt Stokkvikdalen som øvelsessområde. Beskydningen af Å medvirkede dog til en regeringskrise i forbindelse med Kings Bay-sagen på Svalbard samme år, der tvang Einar Gerhardsen til at gå af som statsminister.

## Kendte med tilknytning til stedet
Hans Erik Dyvik Husby, sanger i det norske punkrock-band Turbonegro, boede i Å de første år af sit liv.

## Galleri
- Bygninger på Å, 2011.
- Turister på Å.
- Å.